# Evitar un cambio climático peligroso

Emisiones mundiales de dióxido de carbono de 1800 a 2004

En 2005, una conferencia internacional, bautizada Evitar un cambio climático peligroso: simposio científico sobre la estabilización de los gases de efecto invernadero, examinó la relación entre la concentración de estos gases en la atmósfera y el calentamiento mundial y sus efectos.  El nombre de la conferencia se derivó del artículo 2 de la Convención Marco de las Naciones Unidas sobre el Cambio Climático. La conferencia exploró los posibles impactos de diferentes niveles de emisiones de estos gases (principalmente dióxido de carbono, CO2, pero también metano y otros) y qué podía hacerse para estabilizar el clima en un nivel deseado. La conferencia se celebró bajo la presidencia del G8 del Reino Unido, con la participación de alrededor 200 científicos «internacionalmente reconocidos» de 30 países. Estuvo presidida por Dennis Tirpak y tuvo lugar en el Centro Hadley para Predicción e Investigación Climática de Exeter, del 1 al 3 febrero.
La conferencia fue una de las muchas reuniones preparatorias del Acuerdo de París de 2011, en el que la comunidad internacional pactó limitar el calentamiento mundial a no más de 2 °C para tener un 50 % de probabilidades de evitar un cambio climático peligroso. Sin embargo, un estudio publicado en 2018 apunta a un umbral de aumento inicial de la temperatura tras el que, a través de realimentaciones autorreforzadas en el sistema climático, se produciría un incremento adicional de otros 2 grados, o incluso 3 (efecto dominó). El estudio, sugiriere, por lo tanto, que el objetivo del Acuerdo de París podría ser demasiado alto y habría que rebajarlo.

## Objetivos

Temperatura de superficie mediana mundial de 1880 a 2015, con un punto de varianza cero situado en la temperatura promedio entre 1961 y 1990

La conferencia se convocó para reunir las últimas investigaciones sobre lo que sería necesario para conseguir el objetivo de la Convención Marco de las Naciones Unidas sobre el Cambio Climático de 1992:
- alcanzar, de acuerdo con las provisiones pertinentes de la Convención, la estabilización de las concentraciones de gases de efecto invernadero en la atmósfera en un nivel que impediría una peligrosa interferencia antropogénica con el sistema climático.

Este simposio también pretendía que se profundizaran las investigaciones sobre la cuestión. Una valoración inicial del tema había sido incluida en 2001 en el Tercer Informe de Evaluación del IPCC (siglas en inglés del Grupo Intergubernamental de Expertos sobre el Cambio Climático); sin embargo este tema había sido objeto de relativamente poca discusión internacional.
Específicamente, la conferencia exploró 3 aspectos:
- Para los diferentes niveles de calentamiento mundial ¿cuáles serían los impactos clave, para los distintos sectores y regiones, y para el planeta en conjunto?
- ¿En qué concentraciones de gases de efecto invernadero (GEI) habría que quedarse para conseguir esos niveles de calentamiento, y cuáles serían los calendarios de emisiones requeridos para alcanzar tales concentraciones?
- ¿Qué opciones hay para conseguir estas concentraciones, teniendo en cuenta costes e incertidumbres?

## Conclusiones
Entre las conclusiones alcanzadas, la más significativa fue una nueva valoración de la relación entre la concentración de GEI y el aumento de la temperatura mundial. Algunos investigadores han argumentado que las consecuencias más graves del calentamiento mundial podrían evitarse si la temperatura media mundial no aumentara más de 2 °C (3,6 °F) respecto a su nivel preindustrial, es decir, no subiera más de 1,4 °C respecto al nivel de 2005, que ese año era 0,6 °C mayor que el preindustrial. Generalmente se había supuesto que no se daría este incremento de más de 2 °C respecto al nivel preindustrial si la concentración (en volumen, no en peso) de GEI permanecía por debajo de las 550 partes por millón (ppm) de dióxido de carbono  equivalente. Esta concentración estaba, por ejemplo, en los cálculos de los gobiernos de ciertos países, incluyendo a la Unión Europea.
La conferencia concluyó que si se alcanzaba una concentración de 550 ppm, probablemente el aumento de la temperatura media mundial sería superior a los 2 °C respecto al nivel preindustrial, según las proyecciones de los modelos climáticos de los que se disponía entonces. Estabilizar la concentración de GEI en 450 ppm sólo resultaría en un 50 % de probabilidad de limitar el calentamiento mundial a esos 2 °C. Por tanto sería necesario estabilizar la concentración por debajo de las 400 ppm para conseguir, con una certeza relativamente alta, no superar esos 2 °C.
La conferencia sostuvo también que si la acción para reducir las emisiones de GEI se retrasara 20 años, los ritmos de reducción de estas emisiones necesitarían ser de 3 a 7 veces mayores para no superar esos 2 °C.

## Reacción
Como resultado de este cambio de opinión científica sobre la concentración "segura" de gases de efecto invernadero en la atmósfera, al cual esta conferencia contribuyó, el Gobierno del Reino Unido modificó su objetivo de reducción de emisiones para 2050 del 60 % a 80 % en la Ley contra el cambio climático.

## Seguimiento actual de las recomendaciones de esta conferencia
En 2017 la concentración de dióxido de carbono en la atmósfera llegó a 405 ppm, superando por tanto el nivel peligroso de 400 ppm. Las emisiones mundiales de CO2 ese 2017 alcanzaron los 32,5 GT (gigatoneladas, miles de millones de toneladas), un 1,4 % más que en 2016.
Se sabe (ver Ciclo del carbono) que parte del CO2 emitido a la atmósfera es retirado de allí por las plantas, al crecer, e incorporarlo a sus tallos, hojas y troncos en forma de compuestos de carbono, liberando a su vez parte del oxígeno (O2). Pero, aunque no se conocen bien las cantidades que los sumideros de carbono retiran de la atmósfera, el hecho de que la concentración aumente tan rápidamente es señal de que se ha sobrepasado la capacidad de esos sumideros para retirar CO2. Máxime cuando el cambio climático provoca incendios forestales cada vez más graves y devastadores, incendios que liberan a la atmósfera todavía más CO2 al quemarse la madera. Este es un ejemplo de las realimentaciones autorreforzadas (en este caso también llamadas círculos viciosos) que se mencionaban más arriba.
La única solución para salir de este círculo vicioso es la completa descarbonización de la economía, dejando totalmente de quemar combustibles fósiles (carbón, petróleo y gas natural) para todos los usos (vehículos, generación de energía) y empleando solamente electricidad generada de fuentes renovables. Esto es perfectamente posible: un estudio de Boston Consulting Group demostró que, con tecnologías ya probadas y sin gastos excesivos, los países podrían reducir en un 70 % la diferencia entre su nivel actual de emisiones y el que sería necesario para que la temperatura media de la Tierra no aumentara peligrosamente.
El 8 de octubre de 2018 el Grupo Intergubernamental de Expertos sobre el Cambio Climático corrigió a la baja el ritmo de emisiones que no ponga el sistema climático de la Tierra en peligro de desestabilizarse a largo plazo: el objetivo del Acuerdo de París era que el aumento de la temperatura en 2010 no superara los 2 °C respecto a su nivel preindustrial. Según la corrección, este aumento de 2 °C se alcanzaría entre 2030 y 2052, por lo que, ya desde 2018, se hacía imperativo un ritmo de reducción de las emisiones más rápido que el previsto en el Acuerdo de París.
El 27 de noviembre de 2018 el departamento de medio ambiente de la ONU alertó de que, con los actuales compromisos de reducción de emisiones, el aumento de temperatura se situará en torno a los 3 °C para 2100, y que los países deben triplicar sus esfuerzos de reducción de emisiones si se quiere que se quede en 2 °C.
En mayo de 2019 la concentración de CO2 alcanzó una nueva marca histórica: 415 ppm. Es la mayor en 3 millones de años. Ese mismo mes el Reino Unido había declarado la emergencia climática. También lo hicieron Irlanda, Escocia, Cataluña y decenas de ciudades.

## Para saber más
- Libro relacionado, descargable libremente: Evitando un cambio climático peligroso, Editores: Hans Joachim Schellnhuber, Wolfgang Cramer, Nebojsa Nakicenovic, Tom Wigley, y Gary Yohe, Cambridge Prensa Universitaria, febrero de 2006, ISBN 9780521864718 DOI: 10.2277/0521864712.